# Tschuggen Hotel Group
Die Tschuggen Collection AG ist eine private Hotelbetriebs-Aktiengesellschaft mit Sitz in Arosa, Kanton Graubünden, zu der das Tschuggen Grand Hotel und das Hotel Valsana in Arosa, das Carlton Hotel in St. Moritz sowie das  Hotel Eden Roc in Ascona gehören. Sie ist aus dem ersten Hotel der ehemaligen Tschuggen Collection AG, dem Tschuggen Grand Hotel in Arosa hervorgegangen.

## Geschichte
Das Tschuggen Grand Hotel wurde 1980 von Karl-Heinz Kipp (1924–2017) gekauft. Das aus dem Jahr 1929 stammende frühere Sanatorium Berghilf wurde nach einem Grossbrand 1966 komplett neu aufgebaut und 1970 als Hotel wiedereröffnet. Kipp machte das Haus nicht zuletzt durch den Anbau der Tschuggen Bergoase von Mario Botta  bekannt und das Fünf-Sterne-Hotel in Arosa zählt zu einem der führenden Häuser des Landes. 1982 erwarb Kipp das Valsana Hotel in Arosa, das als Sporthotel eine Ergänzung darstellte.
1988 erfolgte der Kauf des 1913 als letztes Fünf-Sterne-Hotel in St. Moritz eröffnete Carlton Hotels oberhalb des St. Moritzer Sees. 1989 erwarb die Familie Kipp-Bechtolsheimer mit dem Hotel Eden Roc in Ascona direkt am Ufer des Lago Maggiore ein weiteres Fünf-Sterne-Hotel, in dem in den Jahren 2000 und 2010 die Kapazitäten durch den Erwerb des benachbarten ehemaligen Vier-Sterne-Hauses „Europe au Lac“ und des ehemaligen Hotels „Ascolago“ mehr als verdoppelt werden konnten und in diesem Bereich in „Eden Roc Marina“ umbenannt wurden.
2011 kam das ehemalige Mövenpick Hotel an der Piazza in Ascona dazu und ward 2012 als Drei-Sterne-Haus mit dem Namen Albergo Carcani wiedereröffnet. Das Carcani wird derzeit verpachtet. 
2015 begann der Abbruch und Wiederaufbau des Valsana Hotels, das Ende 2017 als kompletter Neubau wiedereröffnet wurde. Als einziges Hotel in der Schweiz verfügt es über einen Eisspeicher zur Wärme- und Energieversorgung und sorgt damit für einen CO2-freien Betrieb.
Die Tschuggen Collection AG gilt als nachhaltigste Premiumhotelgruppe der Schweiz, alle vier Hotels wurden 2021 Green Globe zertifiziert und seitdem jährlich rezertifiziert. Drei der Häuser sind Mitglied bei den knapp 40 Swiss Deluxe Hotels und der internationalen Vereinigung der Leading Hotels of the World.